# Област Хино
Област Хино (јап. 日野郡) "Hino-gun" је област у префектури Тотори, Јапан.
По попису из 2003. године, област је бројала 12.036 становника са густином насељености од 20,1 становника по км². Укупна површина је 599.55 км².

## Историја
Област Хино била је насељена још од античких времена. Подручје је нарочито богата археолошким остацима из касног периода Кофун (250 - 538) пре нове ере. Област Хино припадао је провинцији Хоки која је покривала западни дио данашње Тотори префектуре. Детаљни опис географије и културе Хино области односно провинције Изомо налази се у рукопису из 8. века Изумо Фудоки. Рукопис Вамјо Руијушо из 10. века, бележи да се област састоји од шест села у време периода Хејан (794 - 1185). Од средине периода Камакура до краја периода Нанбокучо, отприлике између 13. и 14. века, облашћу је управљао клан Хино и клан Камонамочи.
Разни кланови су преузели контролу над облашћу у току периода Сенгоку (1467—1573), али је та област коначно уједињена под управом клана Икеда клана, који је владао из палате Тотори у данашњем граду Тотори. На почетку периода Едо (1603—1868) област има 173 села, а до краја периода било их је 165. Забележено је да је област Хино у периоду Едо производил гвожђе, челик и дувана. Хино је подељен 1858. године у две области, али подаци из тог периода нису дефинисали љихове границе. Под административним реформама у време Меиџи периода (1868—1912) Хино област је поново успостављена, а 1889. састојала се од 29 села. Кроз различита спајања област сада се састоји од само три општине.

## Географија
Област Хино се протеже око планине Сенцу у горњем и средњем току реке Хино. Има доста малих равница у долинама око реке Хино у којима је развијено гајење пиринча.

## Вароши и села
- Хино
- Кофу
- Ничинан

## Спајања
- 1. јануара 2005. године варош Мизокучи спојио са вароши Кишимото из области Саихаку и формирана нова варош Хоки у области Саихаку.

35° 09′ 18″ N 133° 17′ 35″ E / 35.15500° С; 133.29306° И